# Хартапу
Хартапу (д/н — бл. 1200 до н. е.) — цар хеттського царства Тархунтасса.

## Життєпис
Переважно більшість дослідників розглядає Хартапу як сина великого царя Мурсілі III, хоча деякі висловлюють думку, що він був сином або онуком царя Курунти.
Після повалення Мурсілі III ймовірно залишився в Хаттусі, де виховувався при дворі Хаттусілі III. Після сходження на трон Курунти призначається васальним царем в Тархунтассу. Це сталося за різними версіями 1230 або 1209 року до н. е. (остання дата більш ймовірна).
Після загибелі або смерті Курунти до 1205 року до н. е. стає самостійним царем Тархунтасси. Можливо, харатпу намагався скористатися зовнішніми складнощами великого царя Суппілуліуми II, оголосивши про незалежність Тархунтаси. Невдовзі прийняв титул великого царя. Висловлюється також думка, що хартапу спробував захопити владу в хеттській державі. Відповідно до археологічних розвідок скельних та клинописних написів Суппілуліума II здійснив похід проти міст, що входили до Тархунтасси. Напевне, в цій війні близько 1200 року до н. е. Хартапу зазнав поразки, а його володіння було приєднано до Хеттського царства.